# Шераје
Шераје (итал. Serraio) је насељено место у Републици Хрватској у Истарској жупанији. Административно је у саставу Града Пореча.

## Становништво
Према последњем попису становништва из 2001. године у насељу Шераје су живела 2 становника који су живели у 1 породичном домаћинству.
Кретање броја становника по пописима 1857—2001.
| година пописа  | 1857. | 1869. | 1880. | 1890. | 1900. | 1910. | 1921. | 1931. | 1948. | 1953. | 1961. | 1971. | 1981. | 1991. | 2001. |
| бр. становника | 0     | 0     | 0     | 0     | 0     | 0     | 0     | 0     | 11    | 14    | 9     | 7     | 6     | 4     | 2     |

Напомена: Исказује се од 1948. Те године исказано као део насеља, а од 1953. као насеље. 